# Eduard Christen
Eduard Christen (* 19. Mai 1931 im Zingel, Ennetmoos; † 26. Mai 2015 in Lungern) war ein schweizerischer, katholischer Theologe und Dogmatiker.

## Leben
Eduard Christen studierte nach seiner Matura am Kollegium St. Fidelis in Stans Philosophie und Theologie an der Päpstlichen Universität Gregoriana. Er empfing am 10. Oktober 1958 die Priesterweihe in Rom, absolvierte daselbst sein Doktoratsstudium und wurde mit der Dissertation zum Begriff «Tod» beim Kirchenvater Justin zum Dr. theol. promoviert. Er war von 1962 bis 1965 als Vikar in Buochs sowie als kantonaler Schulinspektor tätig.
Von 1965 bis 1973 war er Professor für Dogmatik an der Theologischen Hochschule Chur (THC). Nach Übernahme des Rektorats der THC von 1970 bis 1973 hatte Christen von 1973 bis 1996 die Professur für Dogmatik und Fundamentaltheologie an der Theologischen Fakultät Luzern inne. Von 1984 bis 1986 hatte er auch in Luzern das Amt des Rektors inne. Nach Eintritt in den Ruhestand 1997 unterrichtete er von 1999 bis 2008 an der Klosterschule Einsiedeln.